# 京都商工会議所

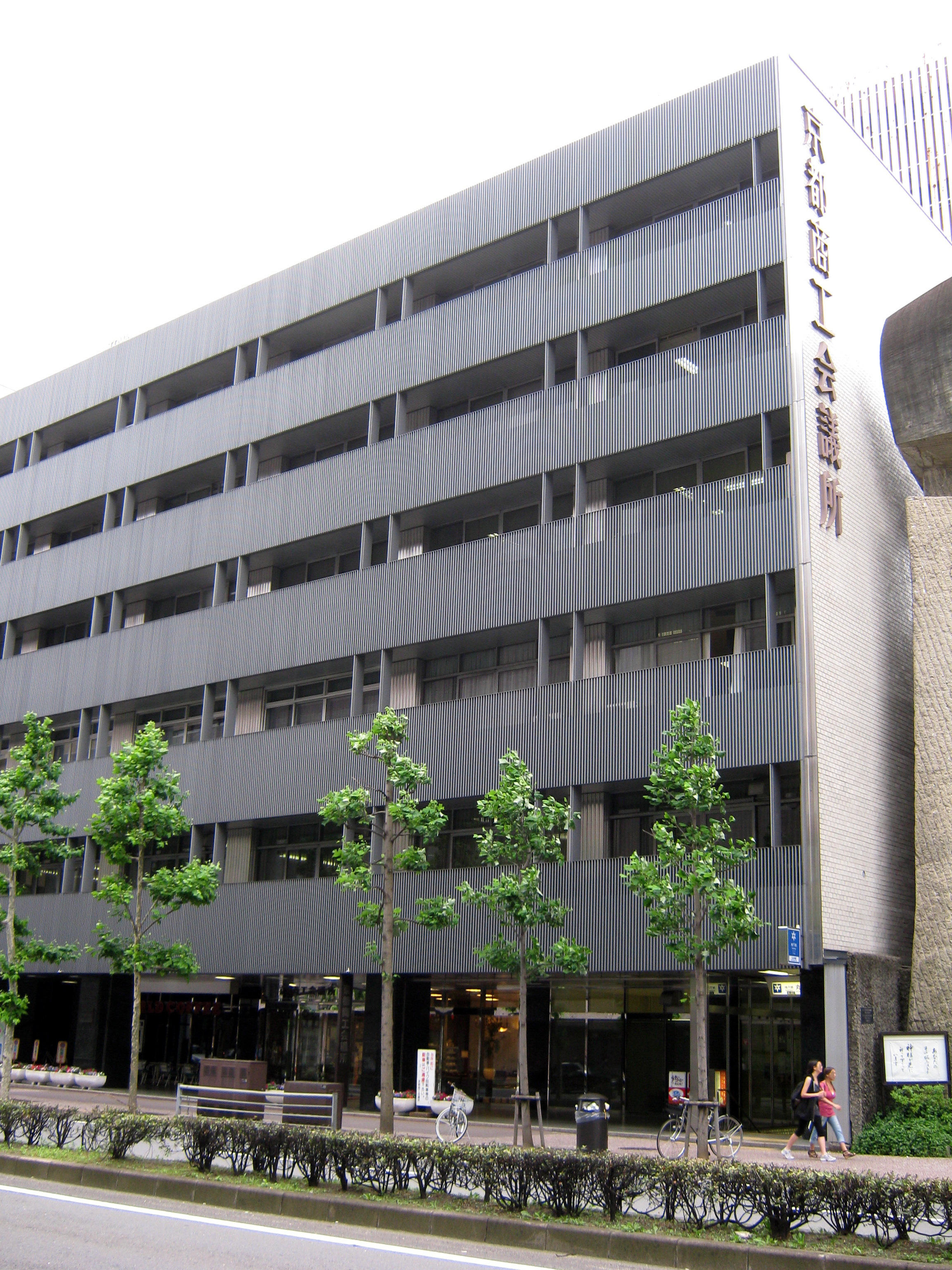
京都商工会議所ビル（2010年）設計は戦後京都における建築物の多くを手掛けた建築家・富家宏泰による。跡地には、ハイアットプレイス京都が開業している。

京都商工会議所（きょうとしょうこうかいぎしょ、略称：京商、英語: Kyoto Chamber of Commerce and Industry、英略称：KCCI）は、主に京都市内に事業所をおく企業で運営される商工会議所。会員数は約1万2千社。京都検定を主催する。京都経済4団体（京都経営者協会、京都経済同友会、京都工業会）のひとつ。

## 沿革
- 1882年 - 浜岡光哲、高木文平、市田文二郎、西村七三郎、能川登、船橋清左衛門、市田理八を発起人代表として京都府知事により認可設立
- 1885年 - 事務所を中京区烏丸夷川上ルに設置[3]
- 1891年 - 京都商業会議所として農商務大臣により認可
- 1928年 - 京都商工会議所に変更
- 1943年 - 戦時統制により京都府商工経済会へ再編
- 1946年 - 社団法人京都商工会議所が設立
- 1954年 - 新商工会議所法による京都商工会議所が認可
- 2019年 - 本部を京都経済センターに移転

## ビジネスサポートデスク
- ビジネスサポートデスク〔担当行政区：上京区、中京区、下京区、東山区、山科区〕　〒600-8565　京都市下京区四条通室町東入 京都経済センター３階
- 洛北ビジネスサポートデスク〔担当行政区：北区、左京区〕〒606-0864 左京区下鴨高木町6　アトリエフォー1階
- 洛西ビジネスサポートデスク〔担当行政区：右京区、西京区〕〒615-0022　右京区西院平町7 クラエンタービル5階
- 洛南ビジネスサポートデスク〔担当行政区：南区、伏見区〕〒612-8086 伏見区京町北7丁目11　増田組第2ビル1階

## 歴代会頭
1891年の商業会議所設立までの役職名は会長、以降は会頭。
- 初代 : 高木文平　1882年10月 - 1885年4月　京都電気鉄道社長
- 2代 : 山本覚馬　1885年5月 - 1885年11月　京都府議会議長、同志社臨時社長
- 3代 : 浜岡光哲　1885年12月 - 1901年5月　京都日出新聞社主
- 4代 : 西村治兵衛　1901年7月 - 1910年12月　呉服商・千治（現・千切屋治兵衛）14代店主[5]
- 5代 : 浜岡光哲　1911年5月 - 1928年4月
- 6代 : 稲垣恒吉　1928年5月 - 1929年3月　京都瓦斯社長
- 7代 : 大澤徳太郎　1929年3月 - 1933年3月　大沢商会社長
- 8代 : 田中博　1933年3月 - 1940年9月　京都電燈社長
- 9代 : 竹上藤次郎　1940年9月 - 1946年10月　京都ホテル社長
- 10代 : 中野種一郎　1946年10月 - 1965年5月　京都放送会長
- 11代 : 岩井盛次　1965年5月 - 　日本レース社長
- 12代 : 森下弘　1970年2月 - 　日本新薬社長
- 13代 : 塚本幸一　1983年 - 　ワコール社長
- 14代 : 稲盛和夫　1995年1月 - 2001年2月　京セラ社長
- 15代 : 村田純一　2001年2月 - 2007年5月　村田機械社長
- 16代 : 立石義雄　2007年5月 - 2020年3月　オムロン社長
- 17代 : 塚本能交　2020年4月 - 2024年12月　ワコールホールディングス会長
- 18代 : 堀場厚　2025年1月 - 堀場製作所会長[6]